# Okręgowe ligi polskie w piłce nożnej (1936/1937)

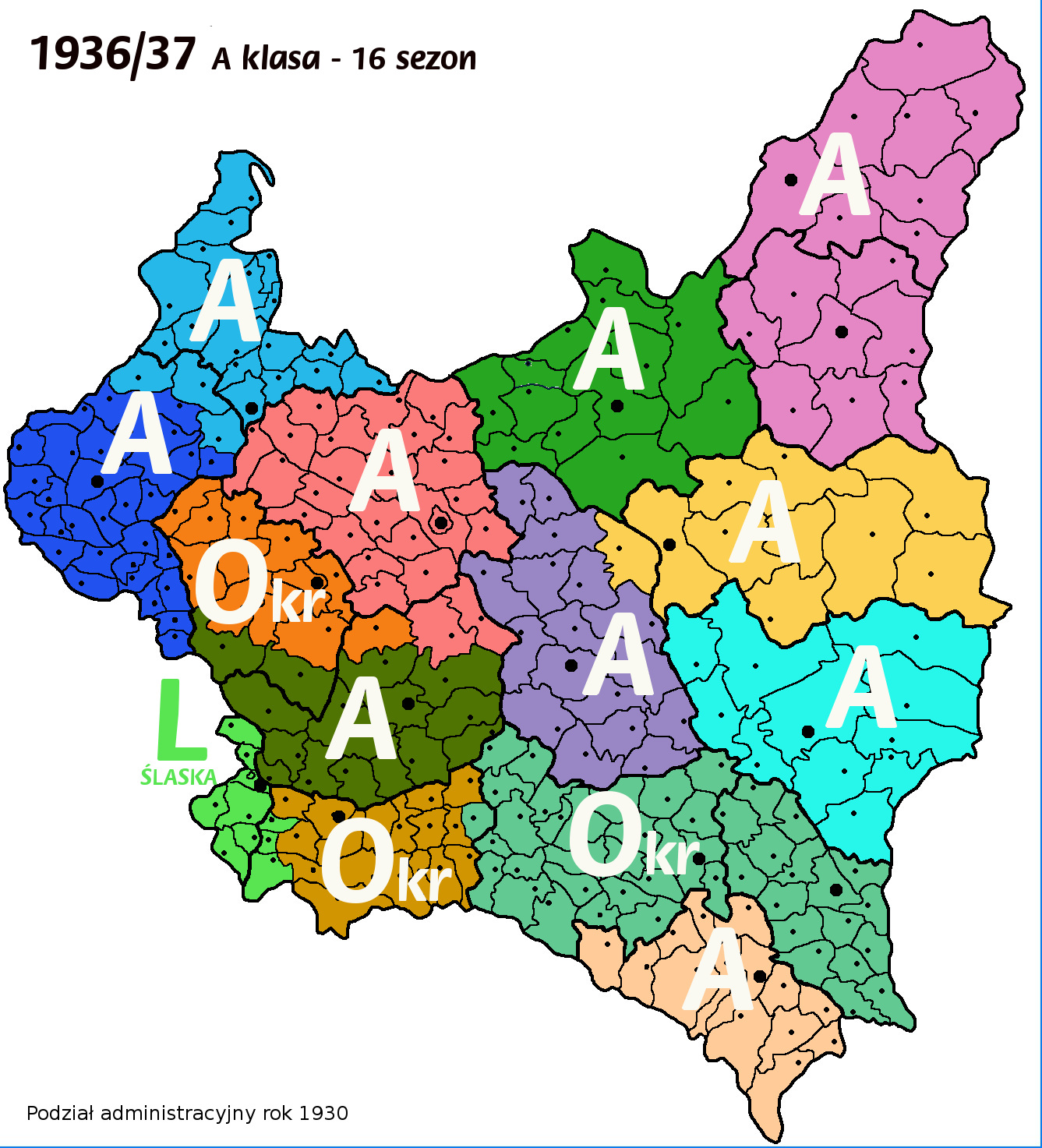
1936/37 rok A klasa

Okręgowe rozgrywki w piłce nożnej w sezonie 1936/1937 odbywały się w 14 okręgach, a ich najwyższym poziomem była klasa A lub liga okręgowa. Mistrzowie okręgów spotykali się w eliminacjach walcząc o awans do Ligi.
| Poziomy rozgrywkowe w sezonie 1936/1937 | Poziomy rozgrywkowe w sezonie 1936/1937 | Poziomy rozgrywkowe w sezonie 1936/1937 | Poziomy rozgrywkowe w sezonie 1936/1937 |
| Rozgrywki                               | P                                       | Nazwa                                   | Nazwa                                   |
| --------------------------------------- | --------------------------------------- | --------------------------------------- | --------------------------------------- |
| Centralne                               | I                                       | Liga                                    | Liga                                    |
| Okręgowe (14 okręgów)                   | II                                      | A Klasa (10 okręgów)                    | Liga okręgowa Liga Śląska (4 okręgi)    |
| Okręgowe (14 okręgów)                   | III                                     | B klasa                                 | A klasa                                 |
| Okręgowe (14 okręgów)                   | IV                                      | C klasa                                 | B klasa                                 |
| Okręgowe (14 okręgów)                   | V                                       |                                         | C klasa                                 |

## Rozgrywki okręgowe

### Mistrzostwa ligi okręgowej Białostockiego OZPN
- mistrz: WKS Grodno

| Poz. | Drużyna                   | M  | Z    | R    | P    | Bramki | Punkty |
| ---- | ------------------------- | -- | ---- | ---- | ---- | ------ | ------ |
| 1    | WKS Grodno                | 14 | b.d. | b.d. | b.d. | b.d.   | b.d.   |
| 2    | ŁKS Łomża                 | 14 | b.d. | b.d. | b.d. | b.d.   | b.d.   |
| 3    | Makabi Grodno             | 14 | b.d. | b.d. | b.d. | b.d.   | b.d.   |
| 4    | Hapoel Białystok          | 14 | b.d. | b.d. | b.d. | b.d.   | b.d.   |
| 5    | ŻKS Makabi Białystok      | 14 | b.d. | b.d. | b.d. | b.d.   | b.d.   |
| 6    | WKS Jagiellonia Białystok | 14 | b.d. | b.d. | b.d. | b.d.   | b.d.   |
| 7    | Warmia Grajewo            | 14 | b.d. | b.d. | b.d. | b.d.   | b.d.   |
| 8    | Makabi Łomża              | 14 | b.d. | b.d. | b.d. | b.d.   | b.d.   |

- Do klasy B spadł Makabi Łomża, awansowało Ognisko Białystok.

### Mistrzostwa ligi okręgowej Kieleckiego OZPN
- mistrz: Brygada Częstochowa

### Mistrzostwa ligi okręgowej Krakowskiego OZPN
- mistrz: Podgórze Kraków

### Mistrzostwa ligi okręgowej Lubelskiego OZPN
- mistrz: WKS Unia Lublin

| Poz. | Drużyna           | M  | Z    | R    | P    | Bramki | Punkty |
| ---- | ----------------- | -- | ---- | ---- | ---- | ------ | ------ |
| 1    | WKS Unia Lublin   | 10 | b.d. | b.d. | b.d. | b.d.   | b.d.   |
| 2    | LWS Lublin        | 10 | b.d. | b.d. | b.d. | b.d.   | b.d.   |
| 3    | Hetman Zamość (b) | 10 | b.d. | b.d. | b.d. | b.d.   | b.d.   |
| 4    | WKS 7 PP Chełm    | 10 | b.d. | b.d. | b.d. | b.d.   | b.d.   |
| 5    | WKS Dęblin        | 10 | b.d. | b.d. | b.d. | b.d.   | b.d.   |
| 6    | Wieniawa Lublin   | 10 | b.d. | b.d. | b.d. | b.d.   | b.d.   |

- Spadek Wieniawa Lublin, awansował Lewart Lubartów.

### Mistrzostwa ligi okręgowej Lwowskiego OZPN
- mistrz: Resovia
- Rozgrywki toczone jesienią 1936 oraz wiosną 1937 roku.

| Poz. | Drużyna           | M  | Z  | R | P  | Bramki | Punkty |
| ---- | ----------------- | -- | -- | - | -- | ------ | ------ |
| 1    | Resovia           | 22 | 14 | 7 | 1  | 68-25  | 35     |
| 2    | Ukraina Lwów (b)  | 22 | 15 | 3 | 4  | 78-31  | 33     |
| 3    | Ognisko Jarosław  | 22 | 12 | 1 | 9  | 51-60  | 25     |
| 4    | Czarni Lwów       | 22 | 9  | 6 | 7  | 53-47  | 24     |
| 5    | Hasmonea Lwów     | 22 | 8  | 8 | 6  | 33-28  | 24     |
| 6    | Polonia Przemyśl  | 22 | 10 | 4 | 8  | 36-35  | 24     |
| 7    | Czuwaj Przemyśl   | 22 | 10 | 3 | 9  | 57-52  | 23     |
| 8    | Pogoń 1b Lwów     | 22 | 7  | 3 | 12 | 39-61  | 17     |
| 9    | Lechia Lwów       | 22 | 7  | 3 | 12 | 30-42  | 17     |
| 10   | RKS Lwów          | 22 | 5  | 6 | 11 | 31-47  | 16     |
| 11   | Korona Sambor (b) | 22 | 4  | 6 | 12 | 29-48  | 14     |
| 12   | Drugi Sokół Lwów  | 22 | 5  | 2 | 15 | 39-68  | 12     |

- Ukraina Lwów decyzją władz LOZPN została dopuszczona do rozgrywek ligi okręgowej od sezonu 1936/37. Powodem były czynniki polityczne, ze względu na sytuację w regionie Ukraina jako czołowy klub mniejszości Ukraińskiej, powinna grać w polskiej lidze okręgowej.
- Decyzją władz LOZPN wraz z Ukrainą od sezonu 1936/37 do ligi okręgowej została zakwalifikowana drużyna Korony Sambor, która to zajęła 2 miejsce w walce o awans w sezonie 1935.
- Nikt nie spadł, z klasy A awansował Junak Drohobycz.

### Mistrzostwa ligi okręgowej Łódzkiego OZPN
- mistrz: Union-Touring Łódź

### Mistrzostwa ligi okręgowej Poleskiego OZPN
- mistrz: Ruch Brześć

### Mistrzostwa ligi okręgowej Pomorskiego OZPN
- mistrz: Gryf Toruń

| Poz. | Drużyna                    | M  | Z    | R    | P    | Bramki | Punkty |
| --- | -------------------------- | -- | ---- | ---- | ---- | ------ | ------ |
| 1 | Gryf Toruń                 | 14 | b.d. | b.d. | b.d. | 46-11  | 25     |
| 2 | TKS Toruń                  | 14 | b.d. | b.d. | b.d. | 31-21  | 18     |
| 3 | Polonia Bydgoszcz          | 14 | b.d. | b.d. | b.d. | 30-23  | 16     |
| 4 | Bałtyk Gdynia              | 14 | b.d. | b.d. | b.d. | 27-22  | 16     |
| 5 | Unia Tczew                 | 14 | b.d. | b.d. | b.d. | 27-30  | 13     |
| 6 | PPW Grudziądz              | 14 | b.d. | b.d. | b.d. | 17-24  | 10     |
| 7 | Cuiavia/WKS Inowrocław (b) | 14 | b.d. | b.d. | b.d. | 8-26   | 8      |
| 8 | Goplania Inowrocław        | 14 | b.d. | b.d. | b.d. | 15-44  | 6      |
| Źródło: Piotr Chomicki, Leszek Śledziona, Edwin Kowszewicz, Piłka nożna na polskim Pomorzu 1920–1939. Brak numerów stron w książce |                            |    |      |      |      |        |        |

- W trakcie sezonu Cuiavia Inowrocław została przejęta przez wojsko i zmieniła nazwę na WKS Inowrocław.
- Spadek Goplanii Inowrocław, z klasy B awansowała drużyna Ciszewski Bydgoszcz.

### Mistrzostwa ligi okręgowej Poznańskiego OZPN
- mistrz: HCP Poznań
- wicemistrz: Legia Poznań
- III miejsce: KPW Poznań
- 4: Polonia Leszno
- 5: Warta Ib Poznań
- 6: Korona Poznań
- 7: Ostrovia Ostrów Wielkopolski
- 8: OKS Ostrów Wielkopolski

### Mistrzostwa ligi okręgowej Stanisławowskiego OZPN
- mistrz: Rewera Stanisławów

### Mistrzostwa ligi okręgowej Śląskiego OZPN
- mistrz: Naprzód Lipiny

### Mistrzostwa ligi okręgowej Warszawskiego OZPN[1]
- mistrz: Polonia Warszawa (piłka nożna)

| Awans do grupy finałowej |
| Awans do eliminacji      |

#### Grupa I
| Pozycja | Klub                           | Pkt | Br+ | Br− |
| ------- | ------------------------------ | --- | --- | --- |
| 1       | Polonia Warszawa (piłka nożna) | 27  | 36  | 16  |
| 2       | Orkan Warszawa                 | 17  | 52  | 33  |
| 3       | Fort Bema Warszawa (b)         | 16  | 25  | 22  |
| 4       | PWAAT Warszawa                 | 15  | 25  | 26  |
| 5       | Legia Warszawa                 | 14  | 23  | 24  |
| 6       | Bzura Chodaków                 | 14  | 24  | 21  |
| 7       | Orzeł Warszawa                 | 7   | 15  | 45  |
| 8       | Zorza Warszawa (b)             | 2   | 12  | 46  |

#### Grupa II
| Pozycja | Klub                     | Pkt | Br+ | Br− |
| ------- | ------------------------ | --- | --- | --- |
| 1       | Okęcie Warszawa          | 25  | 46  | 17  |
| 2       | Warszawianka II Warszawa | 16  | 29  | 23  |
| 3       | Huragan Wołomin          | 14  | 31  | 29  |
| 4       | CWS Warszawa (b)         | 13  | 27  | 20  |
| 5       | Pogoń Grodzisk           | 13  | 36  | 33  |
| 6       | PZL Warszawa             | 13  | 25  | 23  |
| 7       | AZS Warszawa             | 10  | 24  | 36  |
| 8       | Ordon Warszawa (b)       | 6   | 19  | 57  |

#### Grupa Robotnicza
| Pozycja | Klub                       | Pkt | Br+ | Br− |
| ------- | -------------------------- | --- | --- | --- |
| 1       | Znicz Pruszków             | 21  | ?   | ?   |
| 2       | Skra Warszawa              | 18  | ?   | ?   |
| 3       | Marymont Warszawa          | 18  | ?   | ?   |
| 4       | Gwiazda Warszawa           | 17  | ?   | ?   |
| 5       | Sarmata Warszawa           | 10  | ?   | ?   |
| 6       | Drukarz Warszawa           | 8   | ?   | ?   |
| 7       | Elektryczność Warszawa (b) | 8   | ?   | ?   |
| 8       | Czarni Warszawa            | 6   | ?   | ?   |

#### Grupa Radom
| Pozycja | Klub             | Pkt | Br+ | Br− |
| ------- | ---------------- | --- | --- | --- |
| 1       | Granat Skarżysko | 8   | ?   | ?   |
| 2       | Czarni Radom     | 8   | ?   | ?   |
| 3       | RKS Radom        | 7   | ?   | ?   |
| 4       | Proch Pionki     | 6   | ?   | ?   |
| 5       | Broń Radom       | ?   | ?   | ?   |

#### Grupa finałowa
| Pozycja | Klub             | Pkt | Br+ | Br− |
| ------- | ---------------- | --- | --- | --- |
| 1       | Polonia Warszawa | ?   | ?   | ?   |
| 2       | Okęcie Warszawa  | ?   | ?   | ?   |
| 3       | Granat Skarżysko | ?   | ?   | ?   |
| 4       | Znicz Pruszków   | ?   | ?   | ?   |

### Mistrzostwa ligi okręgowej Wileńskiego OZPN
- mistrz: Śmigły Wilno

### Mistrzostwa ligi okręgowej Wołyńskiego OZPN
- mistrz: Strzelec Janowa Dolina

## Eliminacje o I ligę
O wejście do Ligi walczyło 14 drużyn, podzielonych na 4 grupy. Do finału wchodziły tylko mistrzowie grup.

### Tabela grupy I
|   | Klub               | M | Pkt | Z | R | P | Br+ | Br− | Uwagi |
| 1 | Polonia Warszawa   | 6 | 8   | 3 | 3 | 1 | 15  | 8   |       |
| 2 | Gryf Toruń         | 6 | 7   | 2 | 3 | 1 | 14  | 14  |       |
| 3 | Union-Touring Łódź | 6 | 6   | 2 | 2 | 2 | 14  | 16  |       |
| 4 | HCP Poznań         | 6 | 3   | 0 | 3 | 3 | 8   | 13  |       |

Legenda:
|  | Awans do finału |

### Wyniki
```
Polonia Warszawa               xxx 4-4 6-1 1-1
Gryf Toruń                     1-0 xxx 1-1 4-1
Union-Touring Łódź             1-3 6-2 xxx 2-1
HCP Poznań                     0-1 2-2 3-3 xxx

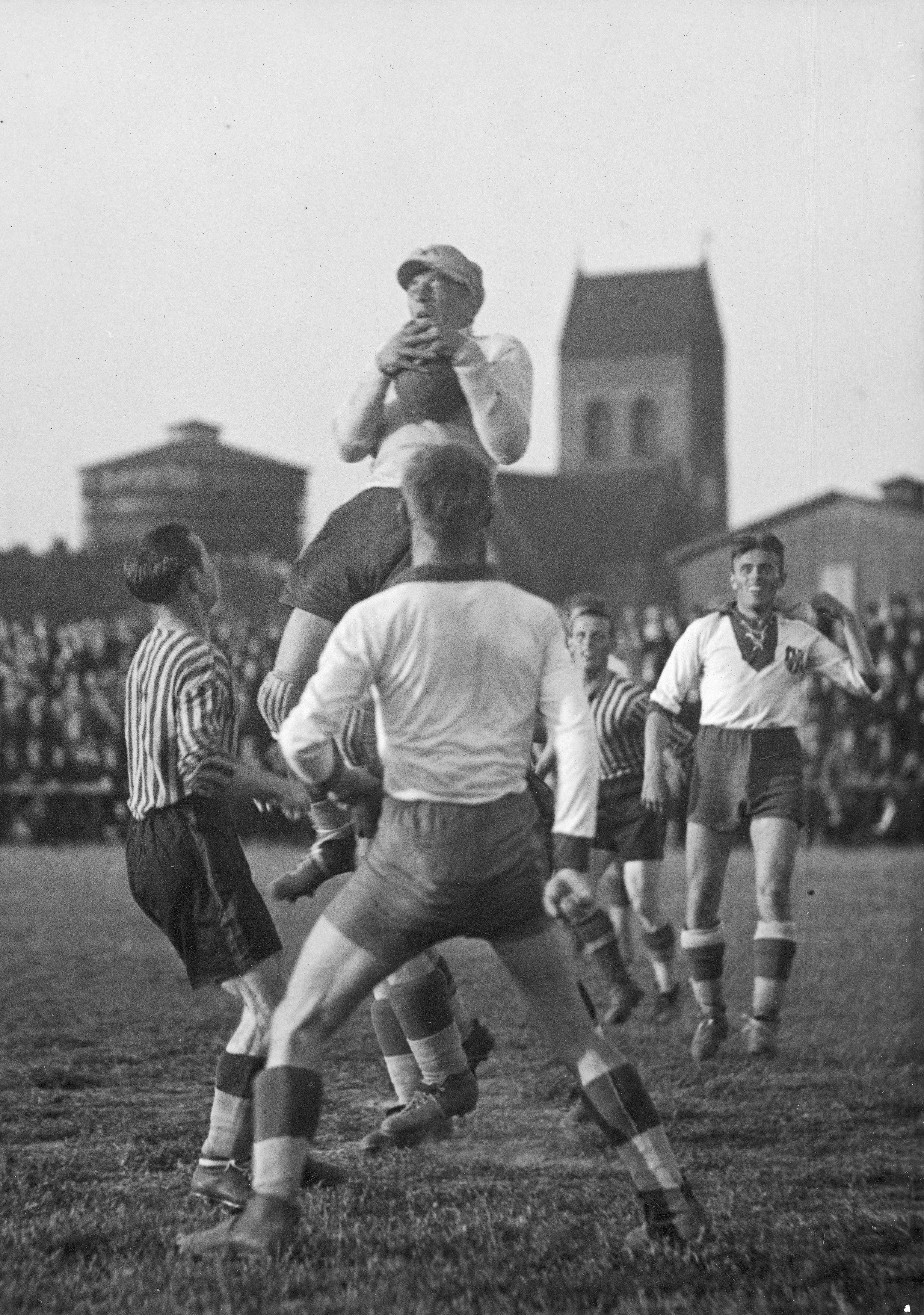
Mecz Naprzód-Brygada (1ː1).

```

### Tabela grupy II
|   | Klub                | M | Pkt | Z | R | P | Br+ | Br− | Uwagi |
| 1 | Brygada Częstochowa | 4 | 7   | 3 | 1 | 0 | 10  | 5   |       |
| 2 | Naprzód Lipiny      | 4 | 3   | 1 | 1 | 2 | 7   | 8   |       |
| 3 | Podgórze Kraków     | 4 | 2   | 1 | 0 | 3 | 8   | 12  |       |

Legenda:
|  | Awans do finału |

### Wyniki
```
Brygada Częstochowa            xxx 2-1 5-2
Naprzód Lipiny                 1-1 xxx 5-1
Podgórze Kraków                1-2 4-0 xxx
```

### Tabela grupy III
|   | Klub                   | M | Pkt | Z | R | P | Br+ | Br− | Uwagi |
| 1 | WKS Unia Lublin        | 6 | 8   | 3 | 2 | 1 | 12  | 12  |       |
| 2 | Resovia                | 6 | 7   | 3 | 1 | 2 | 20  | 10  |       |
| 3 | Strzelec Janowa Dolina | 6 | 6   | 2 | 2 | 2 | 8   | 10  |       |
| 4 | Rewera Stanisławów     | 6 | 3   | 0 | 3 | 3 | 7   | 15  |       |

Legenda:
|  | Awans do finału |

### Wyniki
```
WKS Unia Lublin                xxx 4-1 5-1 2-1
Resovia                        8-0 xxx 2-1 3-3
Strzelec Janowa Dolina         0-0 2-1 xxx 3-1
Rewera Stanisławów             1-1 0-5 1-1 xxx
```

### Tabela grupy IV
|   | Klub         | M | Pkt | Z | R | P | Br+ | Br− | Uwagi |
| 1 | Śmigły Wilno | 4 | 8   | 4 | 0 | 0 | 18  | 6   |       |
| 2 | WKS Grodno   | 4 | 3   | 1 | 1 | 2 | 11  | 13  |       |
| 3 | Ruch Brześć  | 4 | 1   | 0 | 1 | 3 | 4   | 14  |       |

Legenda:
|  | Awans do finału |

### Wyniki
```
Śmigły Wilno                   xxx 5-1 6-0
WKS Grodno                     4-5 xxx 4-1
Ruch Brześć                    1-2 2-2 xxx
```

## Finał

### Tabela grupy finałowej
|   | Klub                | M | Pkt | Z | R | P | Br+ | Br− | Uwagi |
| 1 | Polonia Warszawa    | 6 | 12  | 6 | 0 | 0 | 24  | 3   |       |
| 2 | Śmigły Wilno        | 6 | 6   | 3 | 0 | 3 | 16  | 12  |       |
| 3 | Brygada Częstochowa | 6 | 6   | 3 | 0 | 3 | 13  | 14  |       |
| 4 | WKS Unia Lublin     | 6 | 0   | 0 | 0 | 6 | 2   | 26  |       |

Legenda:
|  | Prawo do gry w I lidze w 1938. |

### Wyniki
```
Polonia Warszawa               xxx 6-1 4-1 6-0
Śmigły Wilno                   0-1 xxx 5-1*8-1
Brygada Częstochowa            1-3 3-1 xxx 4-0
WKS Unia Lublin                0-4 0-1 1-3 xxx
```

```
* Mecz Śmigły - Unia 8-1 zweryfikowany jako walkower bez zmiany wyniku.
```